# Вітрильний спорт на літніх Олімпійських іграх 2024 — 470
Змагання з вітрильного спорту в змішаному класі 470 на літніх Олімпійських іграх 2024 у Парижі тривають з 2 по 7 серпня в Марсельській затоці. На попередніх олімпіадах у цьому класі були окремі змагання серед чоловіків та жінок. Всі екіпажі мають складатися з двох яхтсменів різної статі. Змагаються 19 екіпажів з 19 країн. Змагання складаються з 10 попередніх запливів і одного медального.

## Розклад
| П'ят 2 сер            | Суб 3 сер             | Нед 4 сер             | Пон 5 сер             | Вів 6 сер              | Сер 7 сер        |
| --------------------- | --------------------- | --------------------- | --------------------- | ---------------------- | ---------------- |
| 1-й заплив 2-й заплив | 3-й заплив 4-й заплив | 5-й заплив 6-й заплив | 7-й заплив 8-й заплив | 9-й заплив 10-й заплив | Медальний заплив |

## Результати
Офіційні результати (після 8-го запливу)
| Міс. | Стерновий                         | Країна          | I       | II      | III     | IV     | V   | VI      | VII | VIII    | МЗ | Заг. | Оч. |
| ---- | --------------------------------- | --------------- | ------- | ------- | ------- | ------ | --- | ------- | --- | ------- | -- | ---- | --- |
| 1    | Лара Вадлау Лукас Мер             | Австрія         | 20† BFD | 5       | 3       | 1      | 7   | 1       | 5   | 2       | -  | 44   | 24  |
| 2    | Жорді Ксаммар Нора Бругман        | Іспанія         | 5       | 6†      | 5       | 3      | 6   | 3       | 3   | 6       | -  | 37   | 31  |
| 3    | Кейдзю Окада Міхо Йосіока         | Японія          | 1       | 2       | 2       | 6      | 14† | 12      | 9   | 3       | -  | 49   | 35  |
| 4    | Антон Дальберг Ловіса Карлссон    | Швеція          | 7       | 14†     | 1       | 2      | 1   | 13      | 11  | 4       | -  | 53   | 39  |
| 5    | Дійого Коста Кароліна Жуан        | Португалія      | 20† BFD | 3       | 16      | 14     | 2   | 4       | 2   | 8       | -  | 69   | 49  |
| 6    | Їв Мермо Майя Зігенталер          | Швейцарія       | 20† BFD | 1       | 14      | 16     | 4   | 7       | 1   | 9       | -  | 72   | 52  |
| 7    | Каміль Леконтр Жеремі Міон        | Франція         | 11      | 10      | 13†     | 4      | 5   | 5       | 6   | 13      | -  | 67   | 54  |
| 8    | Нітай Хассон Ноа Ласрі            | Ізраїль         | 10      | 7       | 18†     | 9      | 8   | 2       | 7   | 14      | -  | 75   | 57  |
| 9    | Нія Джервуд Конор Ніколас         | Австралія       | 6       | 20† UFD | 7       | 7      | 3   | 16      | 8   | 15      | -  | 82   | 62  |
| 10   | Енріке Аддад Ізабель Сван         | Бразилія        | 12      | 12      | 10      | 12     | 9   | 8       | 13† | 1       | -  | 77   | 64  |
| 11   | Віта Гіткоут Кріс Грубе           | Велика Британія | 2       | 16      | 8       | 5      | 12  | 20† UFD | 15  | 7       | -  | 85   | 65  |
| 12   | Аріадне Спанакі Одіссеас Спанакіс | Греція          | 13      | 11      | 6       | 17†    | 13  | 11 DPI  | 4   | 10      | -  | 85   | 68  |
| 13   | Стю Мак-Ней Лара Даллман-Вайсс    | США             | 9       | 17      | 4       | 13     | 11  | 6       | 18† | 12      | -  | 90   | 72  |
| 14   | Сімон Діш Анна Маркфорт           | Німеччина       | 8       | 4       | 9       | 10     | 16  | 9       | 19  | 20† RET | -  | 95   | 75  |
| 15   | Елена Берта Бруно Феста           | Італія          | 3       | 13      | 12      | 15     | 10  | 20† DNF | 12  | 11      | -  | 96   | 76  |
| 16   | Деніз Чинар Лара Налбантоглу      | Туреччина       | 14      | 9       | 15      | 8      | 18† | 11      | 14  | 5       | -  | 94   | 76  |
| 17   | Цзанцзюнь Сюй Їсяо Люй            | КНР             | 4       | 15      | 11      | 11     | 15  | 14      | 16† | 16      | -  | 102  | 86  |
| 18   | Тіна Мрак Якоб Божич              | Словенія        | 15      | 8       | 17      | 18†    | 17  | 15      | 10  | 17      | -  | 117  | 99  |
| 19   | Матіас Монтінью Мануела Паулу     | Ангола          | 16      | 18      | 20† DNS | 20 DNC | 19  | 18 DPI  | 17  | 18      | -  | 146  | 126 |

Легенда: BFD – Дискваліфікація з чорним прапором; DNC – Не брав участь; DNF – Не фінішував; DNS – Did not start; DPI – Накладено диспозитивне стягнення; OCS – Передчасно перейшов лінію старту; RDG – Redress given; RET – Retired; UFD – Дискваліфікація з «U» прапором; 